# Veszettség elleni védőoltás
A veszettség elleni védőoltás olyan vakcina, amely védelmet nyújt a veszettséggel szemben. Számos olyan oltóanyag kapható, amely biztonságos és hatékony is egyben. Van olyan oltás, amelyet a vírusnak való kitettséget megelőzően kell beadni (preexpozíciós), és olyan is, amelyet bizonyos ideig azt követően (posztexpozíciós), például kutya- vagy denevérharapás után kell alkalmazni. Három oltás tartós immunitást biztosít. Az injekciót általában a bőr alá vagy az izomba adják. A posztexpozíciós oltást jellemzően veszettség elleni ellenanyaggal együtt adják be. Potenciálisan fertőzésnek kitett személyek esetében ajánlott az esetleges kitettséget megelőző beoltás. Az oltóanyagok emberek és állatok esetében egyaránt hatékonyak. A kutyák beoltása rendkívül eredményesen előzi meg a veszettség emberekre történő átterjedését.
A veszettség elleni védőoltás minden korcsoportban biztonsággal alkalmazható. Az emberek körülbelül 35-40%-ánál a beadás helyén rövid ideig tartó bőrpír és fájdalom jelentkezhet. Az emberek 5-15%-ánál láz, fejfájás vagy hányinger léphet fel. A veszettségnek való kitettséget követően alkalmazása semmilyen esetben sem ellenjavallt, mert a betegség kezelés nélkül biztosan halálhoz vezet. A legtöbb vakcina nem tartalmaz tiomerzált. Bizonyos országokban, főként Ázsiában és Latin-Amerikában idegszövetből készített oltóanyagot használnak, de ezek kevésbé hatásosak, és komolyabbak a mellékhatásaik. Használatukat ezért az Egészségügyi Világszervezet (WHO) nem ajánlja.
A veszettség elleni első védőoltást Louis Pasteur 1885-ben mutatta be, majd 1908-ban megjelent egy javított változat. A világon több millió embert oltottak már be, és a becslések szerint ez a gyakorlat évi 250 000 ember életét menti meg. Az oltóanyag szerepel a WHO alapvető gyógyszereket tartalmazó listáján, amely az egészségügyi alapellátásban szükséges legfontosabb gyógyszereket sorolja fel.

## Fordítás
- Ez a szócikk részben vagy egészben  a   Rabies vaccine című angol Wikipédia-szócikk ezen változatának fordításán alapul.  Az eredeti cikk szerkesztőit annak laptörténete sorolja fel. Ez a jelzés csupán a megfogalmazás eredetét és a szerzői jogokat jelzi, nem szolgál a cikkben szereplő információk forrásmegjelöléseként.